# Eustomias radicifilis
Eustomias radicifilis är en fiskart som beskrevs av Borodin, 1930. Eustomias radicifilis ingår i släktet Eustomias och familjen Stomiidae. Inga underarter finns listade i Catalogue of Life.